# Сингх, Даршан
Даршан Сингх Кулар (англ. Darshan Singh Kular, 15 апреля 1938, Сансарпур, Британская Индия), нападающий. Олимпийский чемпион 1964 года.

## Биография
Даршан Сингх родился 15 апреля 1938 года в индийской деревне Сансарпур.
Играл в хоккей на траве за полицию Пенджаба.
В 1962 году в составе сборной Индии завоевал серебряную медаль на хоккейном турнире летних Азиатских игр в Джакарте.
В 1964 году вошёл в состав сборной Индии по хоккею на траве на Олимпийских играх в Токио и завоевал золотую медаль. Играл на позиции полузащитника, провёл 9 матчей, забил 2 мяча в ворота сборной Гонконга.